# 大塚常三郎
大塚 常三郎（おおつか つねさぶろう、1880年（明治13年）3月3日 - 1926年（大正15年）3月21日）は、朝鮮総督府官僚。内大臣秘書官長。

## 経歴
栃木県出身。1905年（明治38年）、東京帝国大学法科大学英法科を卒業し、高等文官試験に合格した。内務属、沖縄県警視、統監府書記官、朝鮮総督府書記官、同農商工部鉱務課長、同参事官、同内務部第二課長、同内務局長・中枢院書記官長などを歴任。1925年（大正14年）、内大臣秘書官長に転じた。
1926年（大正15年）3月21日、腎臓病再発により大学病院で療養中に死去、46歳。死没日をもって勲二等瑞宝章追贈、正四位に叙される。